# Destinazione Piovarolo
Pour plus de détails, voir Fiche technique et Distribution.
Destinazione Piovarolo est une comédie italienne de Domenico Paolella sortie en 1955.

## Synopsis
En 1922, dans l'Italie fasciste, Antonio La Quaglia accepte la mission de chef de gare dans un village isolé appelé Piovarolo, parce que c'est un pays où il pleut presque en permanence. Antonio se rend vite compte que la vie dans le petit village est triste, car les habitants sont tous vieux, délirants, mourants, désespérés. Antonio espère qu'il sera transféré dans une plus grande ville, mais les années passent et Antonio conserve le même emploi. Un jour, il voit débarquer du train une belle dame, qui est institutrice à l'école primaire. Bientôt, ils se marient et fondent une famille, mais Antonio veut toujours s'éloigner de Piovarolo, mais la politique et le ministère ne s'intéressent pas du tout à lui.

## Fiche technique
- Titre italien : Destinazione Piovarolo[1]
- Réalisation : Domenico Paolella
- Scénario : Gaio Fratini (it), Leonardo Benvenuti, Piero De Bernardi, Stefano Strucchi
- Photographie : Mario Fioretti (it)
- Montage : Gisa Radicchi Levi
- Musique : Angelo Francesco Lavagnino
- Décors : Piero Filippone
- Costumes : Gaia Romanini (it)
- Maquillage : Giuliano Laurenti (it)
- Production : Alfredo De Laurentiis (it)
- Sociétés de production : Lux Film
- Pays de production :  Italie
- Langue originale : italien
- Format : Noir et blanc - 1,37:1 - Son mono
- Durée : 89 minutes
- Genre : comédie
- Dates de sortie : 
  - Italie : 16 décembre 1955 (Rome) ; 29 décembre 1955 (Turin) ; 5 janvier 1956 (Milan)

## Distribution
- Totò : Antonio La Quaglia
- Marisa Merlini : Sara, sa femme
- Irene Cefaro : Mariuccia La Quaglia
- Tina Pica : Beppa
- Ernesto Almirante : Ernesto, le Garibaldine
- Arnoldo Foà : podestà
- Enrico Viarisio : M. De Fassi
- Paolo Stoppa : Honorable Marcello Gorini
- Fanny Landini : Rita
- Nando Bruno : Celestino, le sacristain
- Mario Carotenuto : Giulio Innocenti, le chef de gare sortant
- Giacomo Furia : le secrétaire de De Fassi
- Carlo Mazzarella : secrétaire de Gorini
- Nino Besozzi : ministre des transports
- Leopoldo Trieste : fonctionnaire de service
- Zoe Incrocci : nièce d'Ernesto
- Marco Guglielmi :
- Fiorella Mari :
- Lilia Landi :
- Alessandra Panaro :
- Barbara Shelley :
- Ruggero Deodato : Pasquale